# Spongia agaricina
La oreja de elefante (Spongia agaricina) es una especie de esponja de la familia Spongiidae.

## Descripción
Esta esponja se asemeja a un cuenco relativamente plano. En su parte inferior se estrecha formando el punto de sujeción a la roca. 
Mide de 14 a 19 cm de altura, pero pueden aparecer ejemplares grandes de hasta 1 m de diámetro. 
Es muy elástico y por eso se ha aprovechado comercialmente. 
El color es marrón claro, anaranjado y en algunas zonas presenta un color rojizo, sobre todo en su interior. 

## Distribución y hábitat
Se distribuye principalmente por el Mediterráneo, aunque también se han encontrado ejemplares en el Atlántico.
Especie propia del infralitoral inferior y circalitoral, donde aparece en fondos rocosos o detríticos, medianamente umbríos. 

## Amenazas
Su aspecto ha hecho que haya sido recolectada como adorno. La producción está muy restringida. Se encuentra protegida por el Convenio de Barcelona.
- Datos: Q2545685
- Especies: Spongia agaricina